# Samojlovskij rajon
Il Samojlovskij rajon (in russo Самойловский район?) è un rajon dell'Oblast' di Saratov, nella Russia europea; il suo capoluogo è Samojlovka.